# Umstieg 21

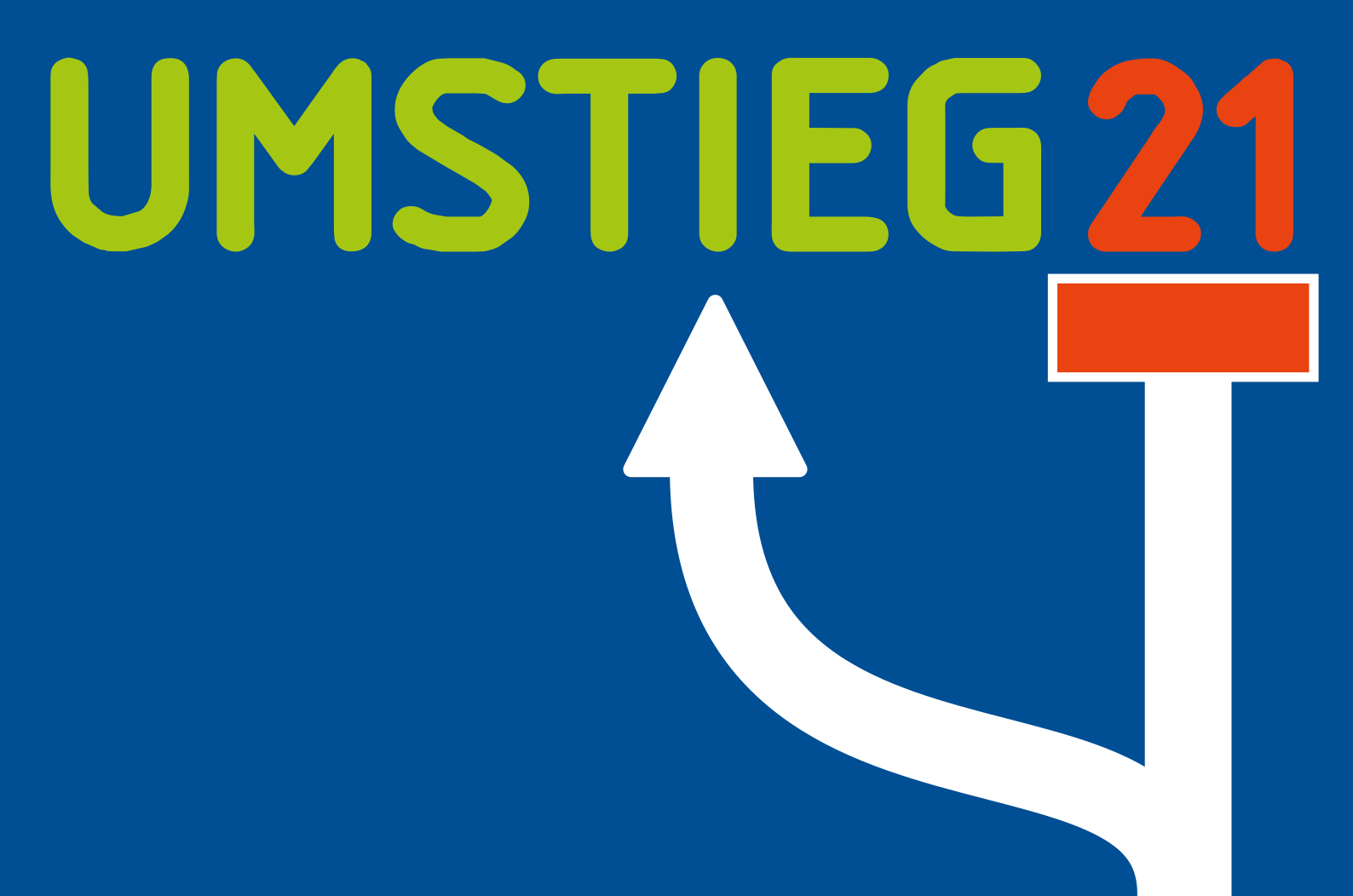
Umstieg-21-Logo

Umstieg 21 ist ein Vorschlag der Stuttgart-21-Kritikergruppen zur Umgestaltung des bereits in Bau befindlichen Projekts. Laut eigenen Angaben ist das Ziel des Vorschlags, den Bahnknoten verträglicher mit der Stadt, leistungsfähiger und kostengünstiger zu gestalten. Er deckt sich teilweise mit Forderungen des VCD, der Schutzgemeinschaft Filder, des Verkehrsministeriums Baden-Württemberg und der langfristigen Nahverkehrsplanung des Verbands Region Stuttgart (VRS). Es kann als Nachfolger des viel diskutierten Konzepts Kopfbahnhof 21 gesehen werden und berücksichtigt die zur Zeit des Vorschlags bereits erstellten Gewerke. Vor dem Update 2018 blieben jedoch die damals knapp zur Hälfte ausgebrochenen Tunnelstrecken unberücksichtigt.

## Entstehung
Ende 2015 gründeten der Architekturhistoriker Norbert Bongartz, der freie Architekt Peter Dübbers, der Medieningenieur Klaus Gebhard und Werner Sauerborn die Arbeitsgruppe Umstieg 21, die das Ziel alternativer Planungen zum Umbau des Stuttgarter Hauptbahnhofs verfolgt.
Zu der Zeit zeichnete sich bereits ab, dass die Bauarbeiten zu Stuttgart 21 nicht ganz so glatt laufen würden wie vorgesehen, die Bauherrin gab bereits Bauzeitverzögerungen von bis zu 2 Jahren zu. Weiterhin zeichnete sich aus Sicht der Stuttgart-21-Kritiker ab, dass der geplante, umgestaltete Bahnknoten nicht die Leistungsversprechen würde einhalten können, die zu Beginn des Projekts gegeben wurden. Außerdem befürchteten sie weitere Kostensteigerungen. Die Bauherrin ging von Kosten von 6,5 Milliarden Euro aus. Andere Fachleute, darunter der Bundesrechnungshof, errechneten bis zu 10 Milliarden Euro. Es sollte also eine kostengünstigere Lösung für einen leistungsfähigeren Bahnknoten gefunden werden, gleichzeitig die schon vorhandenen Baufortschritte berücksichtigt werden.
Im Juni 2016 wurde das Konzept in Kreisen der S-21-Gegnerschaft vorgestellt. Dazu wurde eine 48-seitige Broschüre erstellt und veröffentlicht sowie ein Beamer-Vortrag für Infoveranstaltungen in der Metropolregion Stuttgart entwickelt. Die bisher 3 Auflagen der gedruckten Broschüre erreichten 5.000, 2.000 und erneut 2.000 Exemplare. Bis Ende Januar 2017 folgten 20 Infoveranstaltungen zum Konzept in Stuttgart und Umgebung, sowie in Reutlingen, Mössingen und Schwäbisch Hall.
Die Umfrage von Infratest dimap vom 14. Februar 2017, nach der sich 63 % der Baden-Württemberger für eine ernsthafte Untersuchung von Umstieg 21 aussprachen, wurde von den Konzepterstellern mit Überraschung aufgenommen. In derselben Umfrage bewerteten 49 Prozent Stuttgart 21 als im Großen und Ganzen richtig.

## Wesentliche Merkmale

### Kostensenkung
Die Entscheidung für den Bau von Stuttgart 21 habe sich inzwischen als falsch herausgestellt. Wegen der bereits getätigten Ausgaben weiter an dem Projekt festzuhalten sei bei rationaler Betrachtungsweise nicht zulässig. Diese seien als Sunk Costs anzuerkennen. Umstieg 21 sei auch bei Berücksichtigung des Ausstiegs aus Stuttgart 21 um bis zu 6,5 Milliarden Euro günstiger und daher zu bevorzugen.

### Verkehrlicher Ausbau des Kopfbahnhofs
Das Konzept sieht vor, die für den Tiefbahnhof bereits ausgehobenen Baugruben zu nutzen, um den Kopfbahnhof nach unten zu erweitern und zu einem multimodalen Verkehrsknoten auszubauen.
Auf der untersten Ebene, knapp über dem Grundwasserspiegel, ist ein Parkdeck für Kurzzeitparker, Leihwagen und Car-Sharing vorgesehen. Die Zufahrt zu diesem Parkdeck solle über eine kurze Rampe neben der Schillerstraße und durch eine 125 m lange Tunnelzufahrt erfolgen. Eine mitnutzbare kreuzungsfreie Ausfahrt-Wendel existiere bereits, es wäre lediglich ein 5 m breiter Durchbruch durch die Schlossgarten-Tiefgaragenwand vonnöten.
Auf einer Ebene zwischen dem Parkdeck und den Bahnsteigen sieht das Konzept eine Ebene für Fahrrad-Stellplätze und einen Zentralen Omnibus-Bahnhof vor. In der bereits ausgehobenen Grube wäre genügend Platz für einen E-Bike-Verleih, einen Fahrrad-Abstellplatz und 18 Bussteige vorhanden. Die Zufahrt der Fernbusse solle über die Wolframstraße und die Straße Am Schlossgarten erfolgen. Reisende hätten Zugang sowohl vom Schlossgarten, als auch von der großen Schalterhalle oder dem Mitteleingang des Bonatzbaus.
Die Bahnsteige des Kopfbahnhofs sollen wieder bis zum Bonatzbau verlängert werden, wobei ein mit 20 Metern doppelt so breiter Querbahnsteig wie vor der Reduzierung des Kopfbahnhofs durch die Stuttgart-21-Bauarbeiten als Passagier-Verteilerfläche mit Aufzügen in die darunter liegenden Etagen frei gehalten werden soll.

### Ausbau des Bonatzbaus und dessen Umgebung
Der Bonatzbau des Hauptbahnhofs soll, teilweise in Anlehnung an dessen Zustand vor Beginn der Stuttgart-21-Bauarbeiten, ergänzt und ausgebaut werden.
- Über den Bahnsteigen sieht Umstieg 21 ein viergewölbiges, ggf. mit Solarzellen bestücktes Glasdach vor. Diese Anordnung nehme die acht bestehenden Bögen der Durchgänge zu den Bahnsteigen ästhetisch auf, ohne das Dach des Bonatzbaus zu überragen.
- Die noch vorhandenen Postbahnsteige sollen entfallen, dafür die Personenbahnsteige entsprechend auf bis zu 12 m verbreitert werden.
- Der Südflügel soll unter Beachtung der ehemaligen Proportionen in neuzeitlicher Gestaltung wiedererstehen. Er soll Warte-, Vereins- und Versammlungsräume beherbergen sowie zusammen mit außen angelegten, gastronomisch bewirtschafteten „Parkterrassen“ die Verbindung zum Schlossgarten herstellen.
- Der Nordflügel soll ähnlich wieder hergestellt werden, davor Taxistände und „Kiss & Ride“-Parkplätze.
- Die bestehende Kopfbahnsteighalle soll durch Oberlichter mehr Tageslicht erhalten.
- In der gleichfalls bereits ausgehobenen Baugrube im Mittleren Schlossgarten soll ein Amphitheater als Ersatz für den wegen Stuttgart 21 abgerissenen Landespavillon und als nicht kommerzieller Kulturtreffpunkt errichtet werden.

Besonderen Wert legt das Konzept auf die schnelle Wiederherstellung des Parks, des Mittleren Schlossgartens. Anders als bei Fortführung von Stuttgart 21 könnten dort bis an die Schillerstraße heran Bäume gepflanzt werden.

### Frühzeitigere Stadtentwicklung
Umstieg 21 will erkannt haben, dass die durch Stuttgart 21 frei werdenden Flächen im Stadtgebiet Stuttgarts größtenteils auch bei Erhalt des Kopfbahnhofs frei werden können. Weiterhin, dass diese Flächen schon jetzt für die Stadtentwicklung zur Verfügung stünden, wenn der Bau des Tiefbahnhofs nebst seiner zahlreichen Tunnelzuläufe beendet würde. Daher schlägt das Konzept vor:
- Das Areal um den Nordbahnhof sofort der Stadtentwicklung zur Verfügung zu stellen. Man rechnet mit Wohnbebauung für etwa 1000 Wohnungen.
- Das neue Stadtviertel auf diesem Areal „Neue Prag“ zu nennen.
- Den Abstellbahnhof Stuttgart-Rosenstein dem Bedarf anzupassen und um etwa die Hälfte rückzubauen. Stuttgart 21 sieht vor, ihn komplett rückzubauen und durch den Abstellbahnhof Untertürkheim zu ersetzen.
- Die dadurch frei werdenden Flächen dem Unteren Schlossgarten zuzuschlagen und über die dann verschmälerten Gleisflächen mit Fußgängerbrücken zusätzlich zu erschließen. Eine Bebauung dieser Flächen bezeichnet man mit Verweis auf den 2008 von der Stadt Stuttgart veröffentlichten Klimaatlas als Tabu, da offene Gleis- und Parkflächen wirksame Kaltluftentstehungsgebiete seien, die den Stuttgarter Talkessel entlüften helfen würden.[5]

### Schienenverkehrliche Entwicklung
Neben Veränderungen am Kopfbahnhof und der städtebaulichen Entwicklung macht Umstieg 21 zahlreiche Vorschläge, den Schienenverkehr in und um den Bahnknoten Stuttgart auszubauen. Teilweise decken sich diese Forderungen mit Forderungen anderer mit dem Schienenverkehr beschäftigter Institutionen.

#### Leistungsfähige Anbindung der Neubaustrecke
Da das Konzept von der Nichtverwirklichung des Tiefbahnhofs in Stuttgart ausgeht, stellt sich die Frage, wie die Neubaustrecke Wendlingen–Ulm mit dem Stuttgarter Hauptbahnhof verbunden werden soll.
Nach Vermessung der Bestandsstrecke bzw. der im Rahmen von Stuttgart 21 geplanten Strecke kam man zu dem Schluss, dass diese Bestandsstrecke nur unwesentlich länger (28,9 km zu 27,4 km) als die Neubaustrecke mit Halt in Stuttgart Flughafen Fernbahnhof sei und man daher von einer ähnlichen Fahrzeit ausgehen könne. Durch zweigleisigen Ausbau der mit Stuttgart 21 ohnehin eingleisig vorgesehenen Güterzuganbindung, einer Verbindungsspange zwischen der Neubaustrecke und der bestehenden Verbindung Wendlingen–Plochingen–Stuttgart, wäre der Verzicht auf das Teilprojekt Stuttgart 21 ohne Fahrzeitverluste auf der Magistrale für Europa möglich. Man verspricht sich entsprechende Kostenvorteile gegenüber der Variante mit Neubaustrecke Stuttgart–Wendlingen, Flughafen Fernbahnhof und Fildertunnel.
Diese Forderung nach einer leistungsfähigen Anbindung der NBS an die Neckartal- und Filstalbahn deckt sich mit einer Forderung der Fraktion der Grünen im Landtag von Baden-Württemberg und des Bundestagsabgeordneten Matthias Gastel, allerdings mit unterschiedlichen Motiven. Die Grüne Fraktion fordert den Ausbau, da sie von einer Fertigstellung der NBS lange vor der Fertigstellung des Projekts Stuttgart 21 ausgeht und die Vorteile der NBS in dieser Zwischenzeit schon nutzen will.

#### S-Bahn-Ringschluss Fildern–Neckartal
Im Rahmen der Konzeptentwicklung wurden die Einwohnerzahlen entlang der Achse Herrenberg–Vaihingen–Kirchheim/Teck untersucht. Diese Achse sei aufgrund der Autobahnen A 8, A 81, sowie des Baus des Flughafens Stuttgart in den letzten Jahrzehnten auf inzwischen 448.260 Einwohner angewachsen. Die „chronischen Verstopfungen“ der A 8 würden einen hohen Mobilitätsbedarf aufzeigen. Während die Reaktivierung des Streckenabschnitts Filderstadt–Neuhausen bereits geplant sei, ließen die offiziellen Schienenausbaupläne eine Lücke von 14 Kilometern zwischen Neuhausen/Filder und Köngen bzw. Wendlingen offen.
Um den vermuteten Verkehrsbedarf zu decken, wird eine S-Bahn-Strecke über Neuhausen hinaus vorgeschlagen, die über die für Stuttgart 21 bereits erstellte Eisenbahnüberführung Sulzbachtal, nördlich um Köngen herum in den Bahnhof Wendlingen, ebenfalls mit Anschluss an das bestehende S-Bahn-Netz, führen soll. Eine zusätzliche Station am nordwestlichen Rand von Köngen solle entstehen. Diese Streckenführung eröffne zahlreiche Möglichkeiten für den Bedarf deckende S-Bahn-Linien, entlaste die S-Bahn-Stammstrecke in der Innenstadt und sei sinnvoller als der Ausbau der A 8 auf inzwischen 8 Streifen.
Der Verband Region Stuttgart, Betreiber der S-Bahn Stuttgart, erwägt langfristig ebenfalls einen Ringschluss zwischen Flughafen und Neckartal. Die derzeitigen Planungen (Stand 2016) sehen anders als Umstieg 21 vor, die Schnellfahrstrecke Wendlingen–Ulm auch für die S-Bahn zu nutzen. Dies würde dann einen Mischverkehr mit S-Bahnen, Regionalzügen und Hochgeschwindigkeitsverkehr bedeuten. Anders als der Vorschlag von Umstieg 21 erschließt dieser Vorschlag entlang der Strecke keine neuen Stationen und umgeht die Verbindung Flughafen–Neuhausen.
Auch der Leinfelden-Echterdinger Stadtrat Thaddäus Kunzmann und die Schutzgemeinschaft Filder fordern einen Ringschluss zwischen Flughafen und Neckartal.

#### Express-S-Bahn zum Flughafen
Ganz ohne Infrastrukturmaßnahmen könne eine Express-S-Bahn, eine S-Bahn ohne Zwischenhalte, zwischen Stuttgart Hauptbahnhof und dem Flughafen eingerichtet werden. Das würde die Fahrzeit von derzeit 27 Minuten auf 20 Minuten reduzieren. Da auch der Fußweg zwischen dem Fernverkehrshalt der Schnellfahrstrecke und dem Flughafen entfalle, sei diese Reisezeit kaum länger als die Reise mit dem ICE durch den Fildertunnel. Ebenso sei die Fahrt mit € 4,– im Vergleich zum Fernverkehrsticket für € 14,40 deutlich günstiger.

#### Erhalt der Panoramabahn
Als Panoramabahn wird der Teil der Gäubahn auf Stuttgarter Gemarkung bezeichnet.
Hier folgt Umstieg 21 einem vom Verkehrsclub Deutschland erarbeiteten Konzept für die Erschließung dieser Strecke für den Nahverkehr. Es sieht bis zu 11 neue Stationen zwischen Hauptbahnhof und Vaihingen vor und zählt mehr als 32.000 Anwohner im Umkreis von 500 m um diese Stationen. Die Fahrzeit für die Gesamtstrecke bis Stuttgart-Vaihingen liege bei 19 Minuten.
Obwohl das Projekt Stuttgart 21 den Rückbau der Panoramastrecke vorsieht, setzt sich auch der „Vater“ von Stuttgart 21, Gerhard Heimerl, für deren Erhalt ein. Er sei überzeugt, dass längerfristig die Nutzung der Strecke von Vaihingen zum Nordbahnhof sinnvoll und notwendig werde. Die SPD-Fraktion im Verband Region Stuttgart stellt vergleichbare Überlegungen an. Die Stadt Stuttgart weist hingegen Überlegungen zurück, oberirdische Gäubahngleise zu erhalten, da dies ihren städtebaulichen Zielen entgegensteht.

#### Drittes Gleispaar nach BadCannstatt

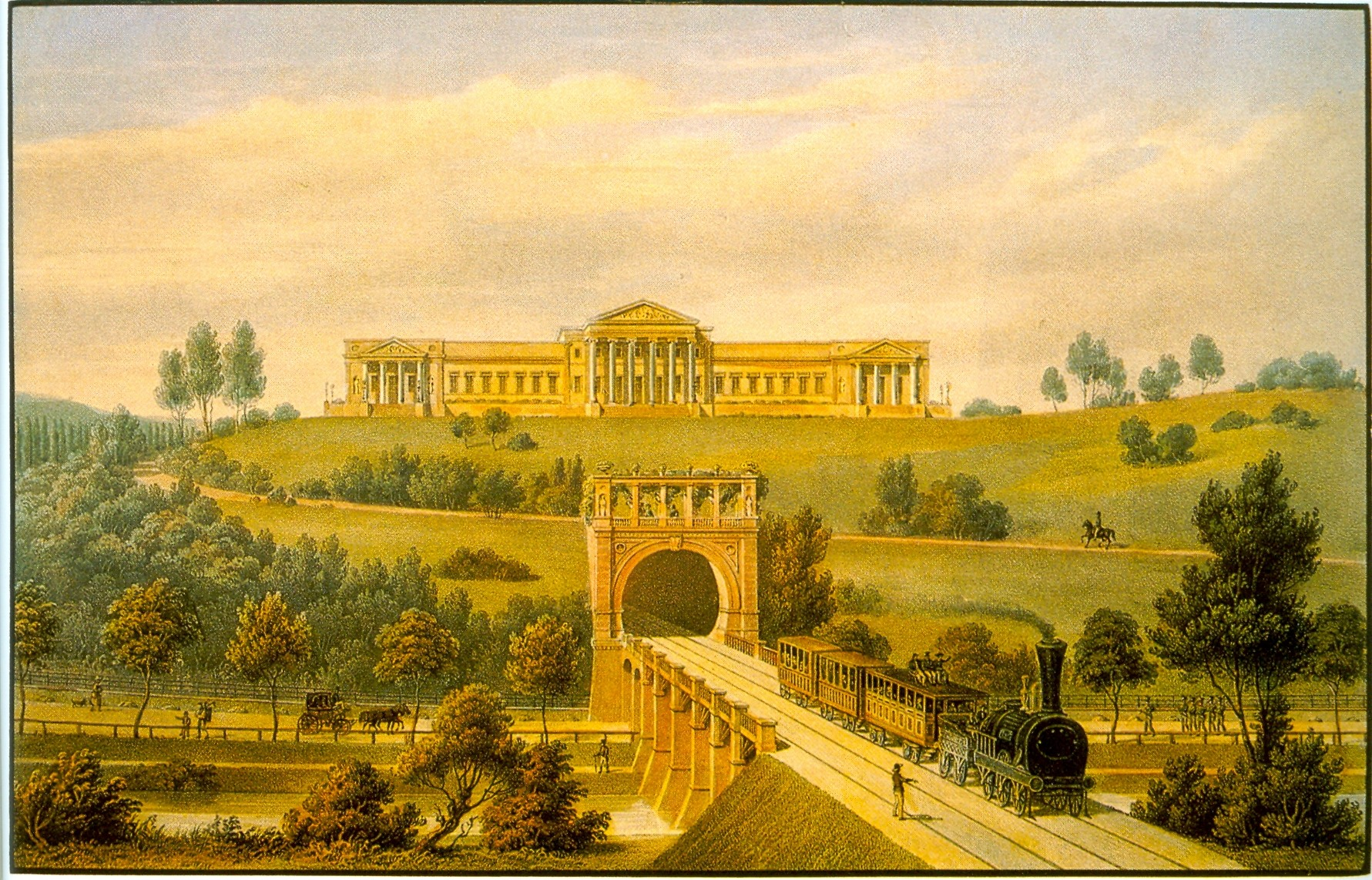
Der erste Rosensteintunnel von 1846.

Einhellige Meinung unter Verkehrsexperten ist, dass die Kapazität des Bahnknotens Stuttgart sowohl vor als auch nach der geplanten Umgestaltung durch Stuttgart 21 vor allem durch die Zulaufstrecken begrenzt sei. So sehen z. B. die Erweiterungsoptionen des Tiefbahnhofs nicht etwa zusätzliche Bahnsteige, sondern eben zusätzliche Zulaufgleise vor.
Umstieg 21 schlägt zum Zweck der Kapazitätserweiterung ein fünftes und sechstes Gleis in Richtung Bad Cannstatt vor. Dafür solle der noch bestehende Rosensteintunnel von 1846 aufgeweitet und wieder einer Nutzung zugeführt werden. Zusammen mit dem erneuten Bau einer Brücke über den Neckar an dieser Stelle sei es möglich, Fern-, Nah- und S-Bahn-Verkehr vollständig zu entflechten.

#### Drittes Gleispaar nach Zuffenhausen
Auch in Richtung Zuffenhausen, also in Richtung der Schnellfahrstrecke nach Mannheim, sei ein fünftes und sechstes Gleis machbar und sinnvoll. Der dafür notwendige Platz sei bereits vorhanden:
- Entsprechende kreuzungsfreie Durchfahrten seien im Gleisgebirge des Kopfbahnhofs bereits vorhanden und würden derzeit von der Baulogistik-Straße genutzt. Die Planer des Kopfbahnhofs hätten diese Erweiterung schon vor 100 Jahren vorausgesehen.
- Vom Nordbahnhof bis zum Pragsattel könne ebenfalls die derzeit von der Baulogistik-Straße genutzte Trasse verwendet werden.
- Eine erforderliche dritte Tunnelröhre durch den Pragsattel sei nur 700 Meter lang.
- Der Bahnhof Feuerbach werde schon im Zuge von Stuttgart 21 geeignet umgebaut, was man begrüßt.
- Zwischen Feuerbach und Zuffenhausen liegen bereits 6, teilweise sogar 8 Gleise.

So verspricht sich Umstieg 21, S-Bahn-, Nah- und Fernverkehr auch in Richtung Norden entflechten zu können, mit entsprechendem Gewinn an Kapazität und Zuverlässigkeit.
Die Forderung nach einem dritten Gleispaar in Richtung Norden deckt sich mit Vorschlägen des Stuttgart-21-Mitgestalters Gerhard Heimerl sowie des S-21-Gegners Klaus Amler vom Umweltbündnis Umkehr Stuttgart.

### Update 2018
Am 22. Januar 2018 stellte die Arbeitsgruppe Umstieg 21 das sog. Update 2018 vor. Es ergänzt die zuvor gemachten Vorschläge durch weitere mögliche Maßnahmen und Betrachtungen.
- Der Neubau des Lindenmuseums, für das die Stadt Stuttgart und das Land Baden-Württemberg eine Baufläche suchen,[23] könne hinter dem ehemaligen Bahndirektionsgebäude an der Heilbronner Straße erfolgen und dieses mit einbeziehen.
- Ein geschwungener, barrierefreier Fußgängersteg zwischen Nordeingang des Bonatzbaus und dem Bahndirektionsgebäude könne dies für das Publikum erschließen.
- Die Kreuzung Friedrichstraße/Schillerstraße könne durch einen begrünten, großen Kreisverkehr ersetzt werden.
- Das Lindenmuseum könne die Röhren des Tunnels Feuerbach und des Tunnels Bad Cannstatt nicht nur für ein Archiv, sondern auch für Ausstellungen nutzen. Eine Möglichkeit sei die Darstellung der Erdgeschichte in Form eines Zeitstrahls entlang des Tunnels.
- Mit Umstieg 21 sei die Veranstaltung der Internationalen Bauausstellung durch die Stadt Stuttgart wieder möglich, was andernfalls durch die verzögerte Fertigstellung von Stuttgart 21 unmöglich sei.
- Die Baustellenfläche des Tiefbahnhofstrogs sei die bessere Fläche für die Interimsoper, die die Stadt Stuttgart 2020/2021 im Gebäude des Paketpostamts einrichten will.[24]
- Bereits gebaute Tunnel könnten für City-Logistik, also die Belieferung der innerstädtischen Geschäfte durch Elektrofahrzeuge, genutzt werden.
- Die zur Zeit der Vorstellung halb fertige, viergleisige Brücke über den Neckar könne zur Hälfte für die S-Bahn genutzt werden. Auf der anderen Hälfte solle ein Rad- und Fußweg zwischen Bad Cannstatt und Stuttgart errichtet werden.
- Ein doppelgleisiger Anschluss der Neubaustrecke Wendlingen-Ulm sei mit den schon 2016 gemachten Vorschlägen sehr einfach darstellbar und würde die Leistungsfähigkeit dieser Verbindungskurve deutlich erhöhen.
- Der Bahnhof Wendlingen könne für ICEs ausgebaut werden, um den schnellen Umstieg in die S-Bahn weiter zum Flughafen (mit dem schon vorher vorgeschlagenen S-Bahn-Ringschluss) zu ermöglichen.

## Kosten
Ein am 5. Oktober 2016 veröffentlichtes Gutachten des Beratungsbüros Vieregg-Rössler errechnet die Kosten für den angestrebten Umstieg auf etwa 3,35 Milliarden Euro aus Sicht der Steuerzahler bzw. 3,7 Milliarden Euro aus Sicht der Deutschen Bahn AG. Die Kosten für den Ausstieg aus Stuttgart 21 wurden zum Zeitpunkt des Gutachtens auf 1,8 Milliarden Euro geschätzt und sind darin enthalten. Der Weiterbau des Tiefbahnhofs sei daher mit 9,8 Milliarden Euro um etwa 6,5 Milliarden Euro teurer als der Umstieg.
Eine Aktualisierung dieses Gutachtens im Dezember 2017 ergab eine Ersparnis von bis zu 5 Milliarden Euro aus Sicht des Steuerzahlers im Vergleich zur unveränderten Fortführung von Stuttgart 21.

## Öffentliche Rezeption
Im Juli 2016 wurde das Konzept der Öffentlichkeit vorgestellt und erstmals in überregionalen Medien erwähnt.
Eine am 14. Februar 2017 vorgestellte Umfrage des Meinungsforschungsinstitutes Infratest Dimap ergab, dass 63 % der Befragten eine Prüfung des Konzepts Umstieg 21 befürworten. In der gleichen Umfrage hielten 54 % der Befragten die Volksabstimmung zu Stuttgart 21 trotz der zur Zeit der Umfrage bekannt gewordenen Kostensteigerung auf über 6,5 Milliarden Euro für weiterhin verbindlich.
Im Januar 2019 stellte die Fraktion Die Linke im Bundestag drei Anträge zur Zukunft der Deutschen Bahn, darunter die Forderung, ein „Alternativkonzept für den Umbau des Bahnknotens Stuttgart in Anlehnung an das Konzept ‚Umstieg 21‘ [zu] entwickeln.“ All diese Anträge wurden, wie auch der Antrag der Fraktion der FDP, am 17. Januar abgelehnt.
Im März 2019 forderte der Deutsche Bahnkunden-Verband (DBV), Stuttgart 21 in der zu der Zeit geplanten Form abzubrechen und schlug vor, stattdessen Umstieg 21 zu realisieren.

## Anhörung im Bundestag
Am 11. Juni 2018 war das Konzept Umstieg 21 nebst anderen möglichen Alternativen zu Stuttgart 21 Gegenstand einer Anhörung im Bundestag. Die Linksfraktion forderte mit Antrag (Bundestagsdrucksache 19/480) den Abbruch des Baus des neuen unterirdischen Durchgangsbahnhofes zugunsten des Umstiegs. Das Projekt sei in hohem Maße unwirtschaftlich, Umstieg 21 dagegen ein durchdachtes und überzeugendes Konzept.
Hannes Rockenbauch, geladener Sachverständiger der Linksfraktion, plädierte für einen Ausstieg aus Stuttgart 21. Man habe bereits einen funktionierenden Kopfbahnhof, der Umstieg sei günstiger als ein Weiterbau.
Thomas Bopp vom Verband Region Stuttgart sprach sich hingegen für die Fortführung des Projekts aus. Für die Nahverkehrsangebote der Region Stuttgart sei ein Kopfbahnhof nicht geeignet.
Auch Manfred Leger, Geschäftsführer der DB Projekt Stuttgart-Ulm GmbH, sprach sich für die Fortführung des Projekts Stuttgart 21 aus. Es sei weit fortgeschritten.
Professor Ullrich Martin, Direktor des Verkehrswissenschaftlichen Instituts (VWI) der Universität Stuttgart bemängelte in einer Anhörung im Ausschuss für Verkehr und digitale Infrastruktur, „die ihm bekannten Alternativen stellten kein schlüssiges Konzept dar und seien vielmehr eine Ansammlung von Varianten, die nicht untereinander kompatibel seien“.
Matthias Lieb vom Verkehrsclub Deutschland übte Kritik an der Planung und Umsetzung von Stuttgart 21. Die Engpassanalysen seien methodisch unzureichend, es gebe versteckte Engpässe. Dennoch sei ein Baustopp nicht realistisch, ein unverändertes „Weiter so“ dürfe es aber auch nicht geben.
Das ehemalige Vorstandsmitglied der Deutschen Bahn, Thilo Sarrazin, kritisierte die „von Anfang an unrealistischen Kostenschätzungen“ des Projekts Stuttgart 21. Bahnvertreter und an dem Projekt interessierte Politiker hätten die Kosten schöngefärbt, um das Projekt nicht zu gefährden.
Die ersten Pressereaktionen zur Anhörung beschreiben eine weiterhin bestehende Unversöhnlichkeit zwischen Stuttgart-21-Befürwortern und -Kritikern.

## Kritik
Als erste Reaktion auf die Umfrageergebnisse vom 14. Februar 2017 betonten alle Stuttgart-21-Projektpartner, dass man sich an die bestehenden Verträge unverändert halte.
Baden-Württembergs Verkehrsminister Winfried Hermann bezeichnete den Vorschlag in einem Interview mit dem Deutschlandfunk Ende November 2017 als „ziemlich naiv“.
Der verkehrspolitische Sprecher von Bündnis 90/Die Grünen im Bundestag, Matthias Gastel, beschrieb Umstieg 21 Mitte Dezember 2017 als nicht überzeugend. Der Umstieg sei in Wahrheit ein Ausstieg. Der vorgeschlagene Busbahnhof sei kaum auszulasten, es würden Bauruinen zurückbleiben und ein Umstieg würde jahrelange Verzögerungen bedeuten.
Brigitte Dahlbender, Landesvorsitzende des BUND in Baden-Württemberg, bezeichnete im Zuge der Vorstellung des Kombimodells ihres Vereins das „Umstiegskonzept nicht für umsetzbar und auch nicht für realistisch“. Das Kombimodell des BUND sieht einen Erhalt des Kopfbahnhofs, reduziert auf 8 Gleise, zusammen mit dem Tiefbahnhof vor.
Clarissa Seitz, ehemalige Sprecherin des Aktionsbündnis gegen Stuttgart 21, erklärte im Februar 2019 „ein Um- oder Ausstieg scheint uns nicht mehr möglich“. In der gleichen Versammlung wurde unter anderem von Landesverkehrsminister Winfried Hermann gefordert, Teile des Kopfbahnhofs zu erhalten oder durch unterirdische Gleise in gleicher Lage zu ersetzen.